# Hinduguzar
Hinduguzar (persisch هندوگذر, DMG Hindū-guẕar, ‚Hindu-Quartier/Nachbarschaftsviertel‘) oder auch Hindu-Gozar ist eines der ältesten Viertel der afghanischen Hauptstadt Kabul. Hier wohnten Kabuls Einwohner mit hinduistischem Glauben. Auch heute noch wohnen einige Hindus und Sikhs in der Altstadt von Kabul, die finanziell nicht in der Lage waren, in die Nobelviertel der Stadt, z. B. in den Stadtteil Karte Parwan, umzuziehen oder das Land aufgrund der verstärkten Diskriminierung nach den 1990er Jahren ganz zu verlassen.
Die hinduistische Dynastie der Hindu-Shahi erbaute im Süden der Altstadt die Zitadelle von Bala Hissar und zum Schutz der Stadt eine ca. 6 km lange Mauer auf dem Berg von Sher Darwaza.
In der Kabuler Altstadt befanden sich die Figur von Ganesha sowie die ältesten Hindutempel wie Darga, Assamai, Tempel von Shor Bazaar, Bhairo Mandir, Mangalwar Mandir, Guru Hari Rai Gurudwara und Darwaza Lahuri: Baba Jothi Sorup Mandir, Shor Bazar Mandir, Mandir in Baghban Kucha (persisch باغبان کوچه) mit einem berühmten Brunnen und viele andere Meditationszentren, in denen Musik, Tanz und Gesang stattgefunden haben und weiterhin stattfinden.
Das berühmte Stadtviertel Charabat, das vom 11. Jahrhundert bis zur Moguldynastie einen schlechten Ruf hatte, konnte dank der indischen Dari-Dichter wie Amir Chosrau und Abdul Qader Bedil sowie anderer Dichter des Mogulreiches rehabilitiert werden. Bedil und Chosrau wurden Pir von Charabat. Sie bezogen sich auf Sufis wie Rumi, für die Musik, Tanz und Gesang als göttliche Mittel zur Läuterung und Vervollkommnung der Menschen beitrugen.
Einige der antiken und historisch bedeutenden Kulturstätten dieser Altstadt wurden durch die Herrschaft der Taliban in Mitleidenschaft gezogen, und vieles vom kulturellen Erbe des Landes wurde unwiederbringlich zerstört. Zuletzt zerstörte Ghulam Mohammad Farhad in den 1940er Jahren die Kabuler Altstadt, um Häuser auf beiden Straßenseiten zu bauen. Die Straße war eine Art Nachahmung des Berliner Kudamms und wurde Jada e Maiwand („Maiwand-Straße“) benannt. Dabei wurden auch die historischen Bazare von Kabul wie der Tschar Satta (Vier-Dächer-Bazar) zerstört.